# 파라오의 저주

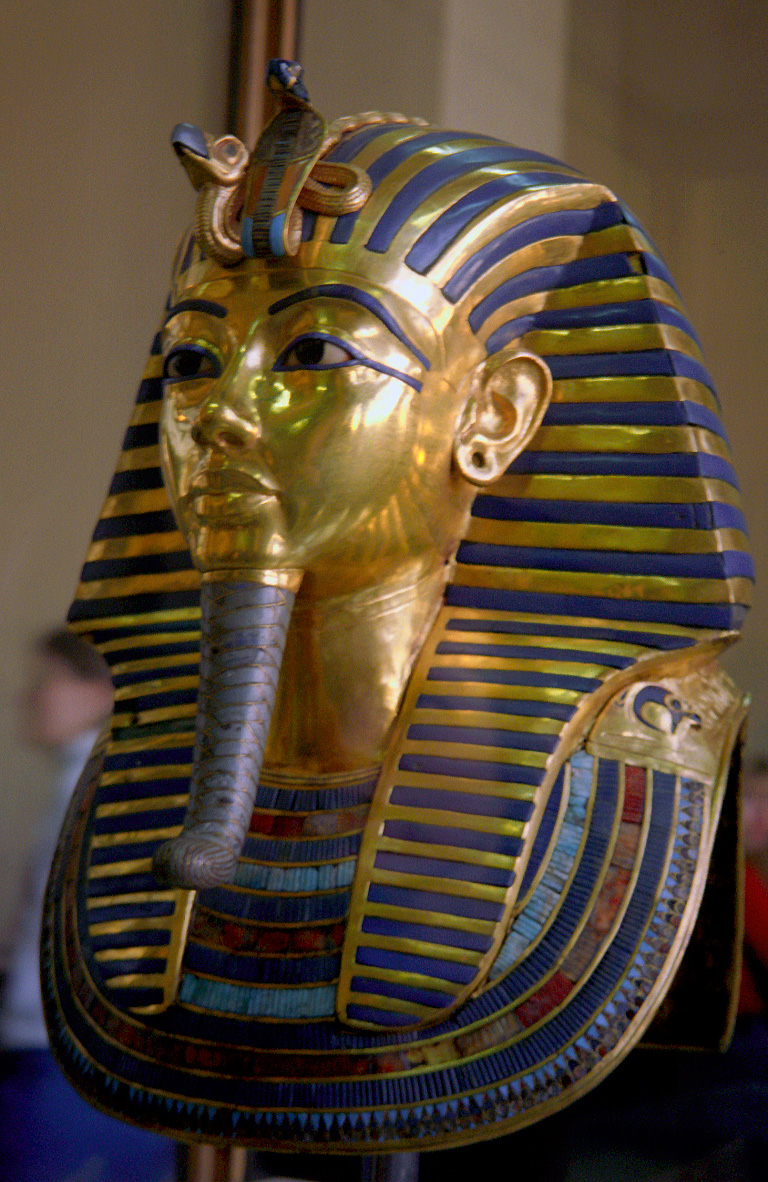
투탕카멘의 가면

파라오의 저주(영어: The Curse of the Pharaohs)는 고대 이집트인의 무덤에서 미라의 안식을 방해한 이들이 저주에 걸린다는 생각을 뜻한다. 도굴꾼이나 유명한 고고학자를 구별하지 않는 이 저주에 걸리면 불운한 일을 맞이하거나 병에 걸리고, 죽음을 맞이하는 것으로 알려져 있다. 20세기 중반부터 많은 작가와 다큐멘터리는 저주가 박테리아에 감염되거나 방사선에 노출되는 것 등으로 과학적으로 설명이 가능하다며 ‘사실’임을 주장했다.
1920년대의 이집트 왕가의 계곡에서 투탕카멘의 무덤을 발굴하여 미라를 꺼낸 이들이 연이어 불운의 사고로 죽음을 맞이하는 이야기는 현재까지 구전되는 유명한 이야기 중 하나이다.